# Pommes d'Idunn

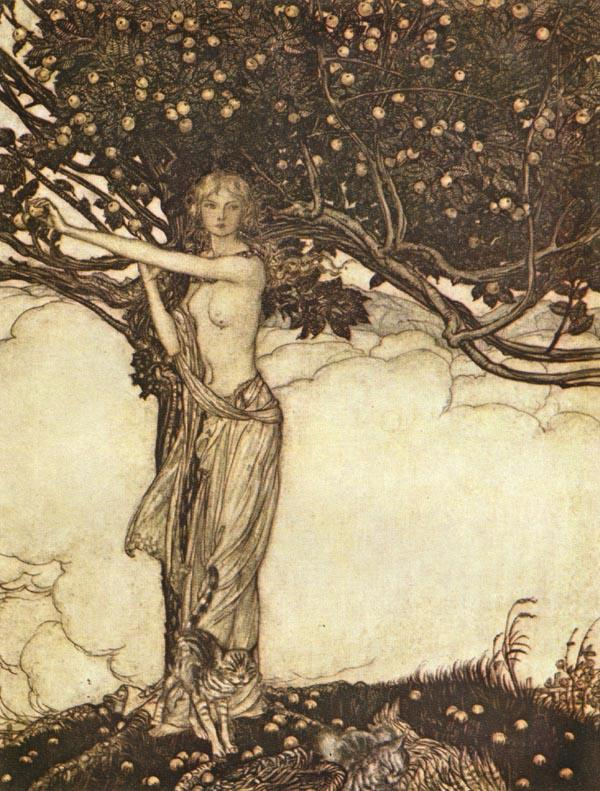
Freia cultivant ses pommes d'or, qui confèrent aux dieux la jeunesse éternelle (illustration par Arthur Rackham, 1910).

Dans la mythologie nordique, les pommes d'Idunn (ou pommes de jouvence) appartiennent à la déesse de la jeunesse Idunn. Les pommes grandissent sur un pommier né de l'Or primaire, origine qui leur donne cette vertu.
Elles ont le pouvoir de rajeunir celui qui en mange, et comme les dieux nordiques sont mortels, quand ils se sentent vieillir, ils mangent une de ces pommes et rajeunissent aussitôt.

## Mentions des Pommes d'Idunn
Dans le Ring de Richard Wagner - et notamment lors des scènes 2 et 4  du « prologue » que constitue L'Or du Rhin - les pommes d'Idunn deviennent les pommes d'or de Freia, qui présentent les mêmes vertus rajeunissantes.  
Les pommes d'Idunn est un polar d'anticipation de Stan Coke, publié en janvier 2022, aux éditions le Lys Bleu. Si la déesse Idunn n'y apparaît pas directement, l'intrigue est effectivement axée sur le désir d'immortalité des êtres humains. Ce roman est aussi une dénonciation de la société du futur, tel que certaines et certains veulent l'écrire.  